# Ван Дирен, Бернард
Бернард ван Дирен (нидерл. Bernard Hélène Joseph van Dieren, 27 декабря 1887, Роттердам – 24 апреля 1935, Лондон) – нидерландский композитор, музыкальный критик, эссеист. Жил в Великобритании.

## Биография
Сын виноторговца, вырос в Роттердаме. Готовился стать ученым, отличался феноменальной памятью. Игре на скрипке и композиции обучился самостоятельно. В 1909 вместе с подругой, пианисткой, ученицей Бузони  Фридой Киндлер (1879-1964) переехал в Лондон,  в 1910 они поженились, родился сын. В 1911-1912 ван Дирен приезжал в Берлин как музыкальный корреспондент, познакомился с Шёнбергом, подружился с Бузони. С 1912 страдал прогрессирующим заболеванием почек, в периоды сильных болей прибегал к морфину.

## Сочинения и признание
Его личность, музыку, критические высказывания высоко ценили в близком лондонском  кругу, куда входили художник Огастес Джон, скульптор Джейкоб Эпстайн,  писатели Осберт и Сэчеверелл Ситуэллы, композитор Питер Уорлок (собственно Филип Хезлтайн), композитор и музыкальный критик Сесил Грей. На протяжении 1920-х годов некоторые сочинения ван Дирена были изданы, в 1927 на фестивале во Франкфурте исполнили его 4-й струнный квартет. В 1934 по Би-би-си транслировали его Диафонию, в 1935 – Китайскую симфонию.

## Наследие
Ван Дирену принадлежит опера Портной (1930), две симфонии, 6 струнных квартетов, скрипичные и виолончельные сонаты, фортепианные и хоровые сочинения, песни на стихи Гёте, Гейне, Гюго, Байрона, Китса, Беддоуса, Верлена, Джойса. Он - автор эссе о музыке, книги о Джейкобе Эпстайне. Оказал глубокое влияние на Кайхосрова Сорабджи.